# Раковината и свещеникът
„Раковината и свещеникът“ (на френски: La Coquille et le clergyman) е френски експериментален филм от 1928 година на режисьорката Жермен Дюлак по сценарий на Антонен Арто.
Филмът е сочен като ранен образец на сюрреализма в киното и няма отчетлив сюжет, показвайки главно еротичните халюцинации на свещеник, обсебен от съпругата на генерал. Ролите се изпълняват от Алекс Ален, Женика Атанасиу, Люсиен Батай.